# Donald Sutherland
Donald McNichol Sutherland, OC (17 tháng 7 năm 1935 – 20 tháng 6 năm 2024) là một diễn viên người Canada có sự nghiệp điện ảnh kéo dài gần 50 năm. Ông đã tham gia hàng loạt phim điện ảnh chủ đề chiến tranh đáng chú ý như The Dirty Dozen, The Eagle Has Landed, M*A*S*H và Kelly's Heroes, cũng như một loạt các nhân vật trong các phim Fellini's Casanova, Don't Look Now, Klute, Invasion of the Body Snatchers, JFK, Ordinary People, Pride & Prejudice, và The Hunger Games. Ông là cha của diễn viên Kiefer Sutherland.

## Sự nghiệp diễn xuất

### Điện ảnh
| Năm  | Tên phim           | Vai diễn       | Ghi chú |
| ---- | ------------------ | -------------- | ------- |
| 2012 | Đấu trường sinh tử | President Snow |         |
| 2022 | Trăng rơi          | Holdenfield    |         |